# Wiatrołomy
Wiatrołomy – powieść Eugeniusza Paukszty z 1962 roku.

## Treść

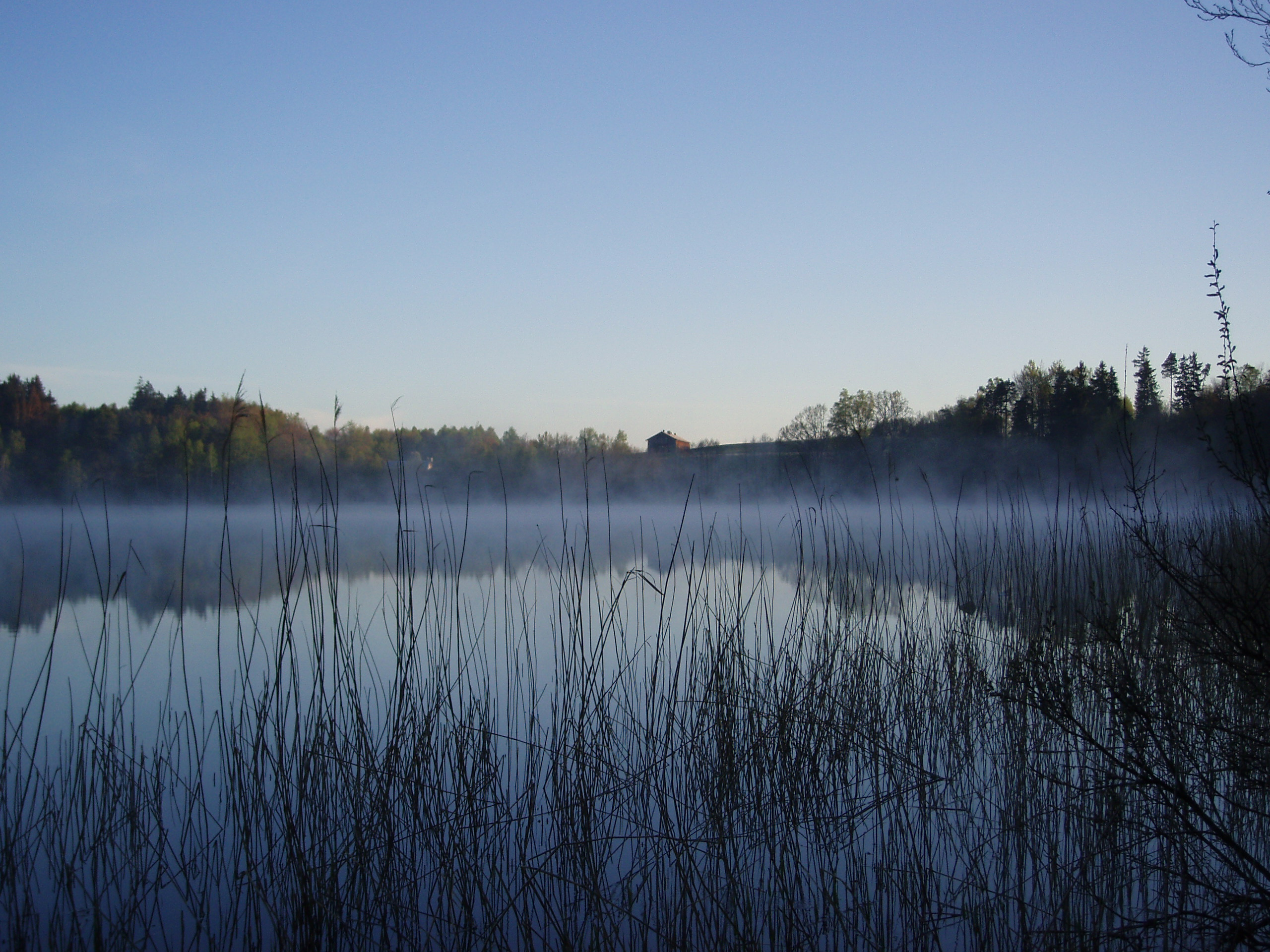
Przyroda pogranicza Kaszub i Pomorza Zachodniego – jeden z bohaterów powieści

Autor, w 29 rozdziałach, opisuje jeden rok z życia leśnika Pawła Kondrackiego, który zostaje przydzielony do leśniczówki Wiatrołomy (nadleśnictwo Borsuki, poczta Wojciechowo), położonej na terenie rozległych terenów leśnych pomiędzy Miastkiem, a Bytowem, niedaleko wsi Kramarzyny (w rejonie tym znajduje się autentyczna wieś Wiatrołom). Leśnictwo to było od wielu lat nieobsadzone, leśniczówka stanowiła w zasadzie ruinę, a poszczególne oddziały leśne popadały w zaniedbanie, formalnie podlegając pod sąsiednie leśnictwa, których szefowie nie byli zainteresowani tymczasowo zarządzanymi częściami. Sytuacja ta rozzuchwaliła kłusowników, którzy mieli tu znakomite warunki do działania. Nielegalnie i na masową skalę polowano tu i odławiano ryby metodami kłusowniczymi. Kondracki, który wcześniej nie był praktykiem (najpierw pracował w nadleśnictwie koło Złocieńca, a potem w dziale urządzeniowym Regionalnej Dyrekcji Lasów Państwowych w Szczecinku), ostro zabiera się do zarządzania podległymi terenami, zjednując sobie licznych wrogów w puszczańskich osadach, w tym zwłaszcza w pobliskiej, fikcyjnej Zimnej Wodzie. Konfiskuje sidła, drewno i ryby, co wzbudza protest tradycyjnej społeczności, żyjącej z dóbr leśnych. Sprzyjają mu nieliczni, zwłaszcza gajowy Maciulak, od lat związany z lasami. Zwłaszcza w ostry konflikt popada z sąsiednim leśniczym – Wyrą i jego szwagrem – Wątusikiem. Niejednoznaczna jest postać Jana Adamczyka, zwanego Farmazonem, który podejrzewany jest o liczne wykroczenia i ma za sobą kryminalną przeszłość. Silnie zaznaczony jest wątek miłosny – Paweł pragnie stabilizacji i pozostania w lasach i waha się pomiędzy miłością do Zośki, miejskiej dziewczyny ze Szczecinka, lub Agnieszki, Kaszubki znad fikcyjnego jeziora Rozgwiazdy. Nad Kondrackim gromadzą się czarne chmury – kłusownicy grożą mu, napadają, odcinają od lokalnej społeczności oraz podpalają leśniczówkę. Kondracki nie poddaje się jednak, jego naczelnym celem jest pozostanie w tym lesie i zapuszczenie tu korzeni. Przygarnia psa, któremu przypadkowo nadaje imię Dyrektor, chcąc zdenerwować przybyłych spod Warszawy myśliwych (jest to ich rejon łowiecki). Nie mogąc udźwignąć ciężaru powierzonych mu obowiązków popada w pijaństwo, często odwiedzając sklep wiejski Sylwka Laksmana w Zimnej Wodzie. Przełomem okazuje się duży pożar lasów w sąsiedztwie jego rejonu, podczas którego rzuca się w ogień, chcąc uratować dzieci miejscowej chłopki. Od tego momentu zaczyna uzyskiwać przychylność społeczności i zrozumienie dla swych działań.
W powieści przewijają się rozbudowane opisy leśnej przyrody znad Wieprzy, zmagań wędkarskich i łowieckich, a także prezentowana jest gwara myśliwska. Każda z pór roku jest szczegółowo scharakteryzowana przez pryzmat wydarzeń w przyrodzie i prac podejmowanych przez leśników. Paukszta często przebywał w lasach okolic Miastka podczas swoich bytności w Starej Brdzie. Stąd czerpał inspiracje do swoich powieści, w tym zwłaszcza do Wiatrołomów. W latach 40. XX wieku przeszedł nad okolicą huragan powalając wiele z dorodnych drzew. Wszystko to, a zwłaszcza poznanie lokalnych stosunków społecznych w leśnych osadach, miało duży wpływ na autora.